# 羅馬尼夫卡 (卡贊卡區)
47°47′37″N 32°40′19″E / 47.79361°N 32.67194°E
羅馬尼夫卡（烏克蘭語：Романівка），是烏克蘭南部的村莊，隸屬尼古拉耶夫州的巴什坦卡區。該村始建於1855年，面積0.83平方公里，海拔高度108米，2001年人口166，人口密度每平方公里199.5人。